# Challenger 1
A FV4030/4 Challenger 1, a Brit Szárazföldi Erők által használt közepes harckocsi, 1983-tól 1990-es évekig volt szolgálatban, amikor a Challenger 2-es típussal váltották fel. Jelenleg is szolgálatban áll a Jordán Fegyveres Erőknél.   

## Történet
A Brit Szárazföldi Erők a Chieftain harckocsi 1963-as rendszerbeállítása után egy új generációs harckocsi felé fordult. Az 1960-as végén nemzetközi projekt indult, de a munka a német-angol együttműködéshez hasonlóan 1977-ben jelentősebb eredmény nélkül befejeződött.
A Challenger harckocsit a Royal Ordnance Factories (ROF) fejlesztette ki, a gyártási jogokat 1986-tól a Vickers Defence System vette át. A Challenger fejlesztésének alapja az iráni sahtól érkező megrendelés volt ami korszerűsített Chieftain harckocsik legyártására vonatkozott, az új modellt Shir 1-nek nevezték. A fejlesztések végül egy sokkal jobb harckocsihoz vezettek, ez volt a Shir 2, melynek átalakított változatát a Brit Szárazföldi Erők Challenger 1 névvel állította hadrendbe. A gyártás 1978-ban kezdődött és az 1990-es évek közepéig folytatódott, összesen 420 darabot szállítottak le belőle.

## Leírás
A Challenger 1 harckocsit L11A5 120 mm-es huzagolt csövű löveggel szerelték fel, ezeket a Challenger 2 rendszerbeállítása után folyamatosan a L30-as löveggel váltották fel. Másodlagos fegyverzete egy 7,62 mm L8A2 párhuzamosított géppuska és egy 7,62 mm L37A2 légvédelmi géppuska. A harckocsi 64db lövedéket szállít, a 42 töltettel együtt. A Brit Szárazföldi Erők ragaszkodnak nagy sebességű, kinetikus energiájú lőszerekhez, ez indokolja a huzagolt cső megtartását.
- APDS – leválóköpenyes, űrméret alatti, páncéltörő nyíllövedék
- APFSDS – leválóköpenyes, szárnystabilizált, űrméret alatti, páncéltörő nyíllövedék

A harckocsi jól elvékonyított elejű, alacsony profilú toronnyal rendelkezik, a páncéltest hegesztett acélból és Chobam páncélból készült, a test és a torony kivételesen jó ballisztikai formával rendelkezik.
A felfüggesztés hat, torziós rugókra szerelt futógörgőből áll, a láncfeszítő kerék elöl, a láncvezető kerék hátul található.

## Harci alkalmazás
Az első-öbölháború alatt a britek 180 Challengert küldtek Szaúd-Arábiába, és alkalmaztak a "Granby" hadművelet idején. A harckocsik 300 páncélozott járművet semmisítettek meg, veszteségek nélkül. A történelem legnagyobb távolságú tank-tank elleni küzdelmét is egy Challenger tartja, mely egy iraki tankot 4 km távolságból lőtt ki. A Challenger 1-eket Bosznia-Hercegovinában és Koszovóban a „Joint Guardian” hadművelet során is bevetették.

## Alkalmazók
- Egyesült Királyság, a Challenger 2 váltotta fel,
  - 14th/20th Kings Own Hussars
  - 13th/8th Hussars
  - 2nd Royal Tank Regiment

- Jordánia, 392 Challenger 1, al-Hussein néven,